# راغودة
الراغودة (الاسم العلمي: Rhagodes) هي جنس من العنكبوتيات يتبع الفصيلة الراغودية من رتبة العناكب الجملية.

## من أنواع الراغودة
- راغودة أهوازية (الاسم العلمي:Rhagodes ahwazensis)
- راغودة دكناء (الاسم العلمي:Rhagodes ater)
- راغودة ذهبية (الاسم العلمي:Rhagodes aureus)
- راغودة فارسية (الاسم العلمي:Rhagodes persica)
- راغودة قوقازية (الاسم العلمي:Rhagodes caucasicus)
- راغودة مصرية (الاسم العلمي:Rhagodes aegypticus)